# Theodor Philipsen

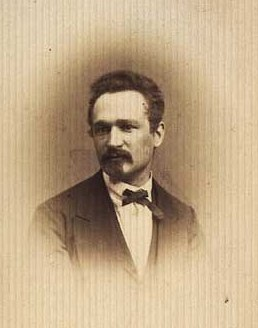
Theodor Philipsen

Theodor Esbern Philipsen (* 10. Juni 1840 in Kopenhagen; † 3. März 1920 in Kopenhagen) war ein dänischer Maler.

## Leben
Philipsen wuchs in einer kulturverbundenen Familie auf und erlernte das Zeichnen bereits in jungen Jahren. Sein größtes Interesse galt Tieren, so dass es für ihn ganz natürlich war, zunächst eine landwirtschaftliche Ausbildung bei seinem Onkel Morits Philipsen in Højagergård anzutreten. In den 1860er Jahren lernte er durch seinen Bruder den Maler Hans Smidth zu kennen, was ihn überzeugte, auch selber Künstler zu werden. Er studierte an der Königlich Dänischen Kunstakademie in Kopenhagen und setzte seine künstlerische Ausbildung nach einer kurzen Pause in der Modellschule fort, wo Frederik Vermehrens Ideale hinsichtlich des Studiums der Realität und dessen Respekt vor der Vergangenheit einen großen Einfluss auf Philipsens künstlerische Entwicklung haben sollte.
Von den öffentlichen Sammlungen in Kopenhagen kannte Philipsen schon Johan Thomas Lundbyes Studien von Tieren. Auch hatte er die niederländischen Gemälde von Tieren und Landschaften des 17. Jahrhunderts schätzen gelernt. Trotz seiner Ausbildung blieben die Natur und Tiere die wichtigsten Einflüsse auf sein Werk.

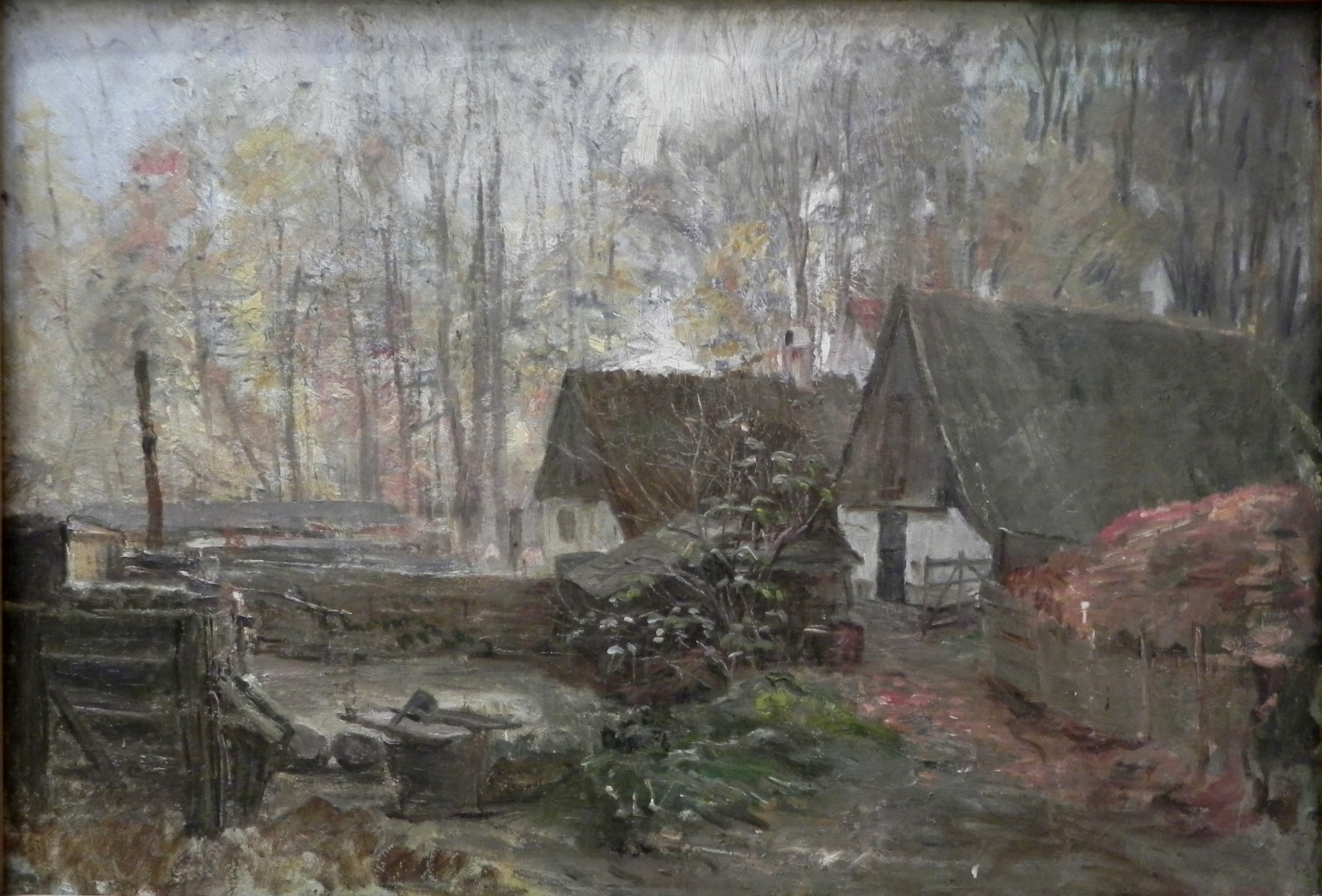
Gemälde nach 1882 – Gebäude im Tiergarten nördlich von Kopenhagen

Philipsen fand seine künstlerische Identität in der Malerei in der freien Natur der 1880er Jahre. Durch seine Verbundenheit zum französischen Impressionismus erlangte Philipsen große Bedeutung für die folgenden Generationen dänischer Maler.
Philipsen sah die Natur realistischer als seine künstlerische Vorbilder sie gesehen hatten. Deswegen war es logisch für ihn, Inspiration in Paris zu suchen, und zusammen mit Laurits Tuxen ging er in die Schule von Léon Bonnat. Dort arbeitete Philipsen intensiv mit dem croquis und lernte bald, das Charakteristische einer Bewegung in seinen Werken zu zeigen.
Philipsen lernte die radikale französische Kunst durch den belgischen Maler Rémy Cogghe kennen, mit dem er 1882 in Spanien und im folgenden Jahr in Rom war. Später entwickelte Philipsen seine charakteristische Kunst mit dem Licht und den Farben der Natur und den Tieren, mit denen sein Name und die Namen der Inseln Saltholm und Amager eng verbunden wurden.
Sein Interesse für den französischen Impressionismus wurde durch seine Beziehung zum französischen Maler Paul Gauguin verstärkt, der im Winter 1884–1885 in Kopenhagen war. Sie wurden enge Freunde, und von Gauguin lernte Philipsen den Gebrauch kleiner Pinsel und kleine, feste Pinselstriche zu machen.
Durch seine Kunst, die sich nie spektakulär darstellte, spielte Philipsen eine wichtige Rolle als Vermittler der Ideen des französischen Impressionismus, der bis fast in die Gegenwart große Teile der dänischen Malerei dominiert hat.